# MetaLibri
MetaLibri é uma biblioteca digital. Trata-se de uma coleção de edições digitais em formato PDF. Todos os livros da coleção são editados em linguagem TeX e LaTeX e convertidos em PDF. O acervo da biblioteca é composto de edições digitais de livros em domínio público. Atualmente a biblioteca disponibiliza livros digitais em dois formatos:
- Formato 'screen', para leitura no monitor, no modo Tela Cheia;
- Formato 'print', para impressão (A4).

## Histórico
As criação das macros em TeX começou em 2001, por iniciativa de Sálvio Marcelo Soares, da Universidade de São Paulo. Em maio de 2006 a MetaLibri obteve apoio da Fapesp para colocação de seu acervo digital à disposição do público.

## Sobre os Formatos

### O formatoScreen
A principal inovação da biblioteca é seu formato screen. Nesse formato, o documento PDF abre em modo Tela Cheia e tem um menu de navegação embutido no próprio PDF. Esse formato é semelhante a um slide e o leitor pode, por exemplo, usando uma barra de navegação lateral, avançar uma a um as seções em que documento é dividido, realizar pesquisas avançadas, etc. O menu lateral exibe ainda, em todas as páginas do documento, o posicionamento relativo do leitor (página, capítulo, seção, etc).